# Chiridiella reductella
Chiridiella reductella is een eenoogkreeftjessoort uit de familie van de Aetideidae. De wetenschappelijke naam van de soort is voor het eerst geldig gepubliceerd in 1996 door Markhaseva.